# Římskokatolická farnost Pluhův Žďár
Římskokatolická farnost Pluhův Žďár je zaniklým územním společenstvím římských katolíků v rámci jindřichohradeckého vikariátu Českobudějovické diecéze. Farnost zanikla 31. prosince 2019, jejím právním nástupcem je farnost Kardašova Řečice spravovaná excurrendo z Veselí nad Lužnicí.

## O farnosti

### Historie
V letech 1542–1697 byl Pluhův Žďár přifařen k farnosti Kardašova Řečice, poté do roku 1713 k Dírné. V roce 1785 zde byla zřízena farní administratura, povýšená roku 1859 na samostatnou farnost. Nejstarší dochované matriční knihy jsou z roku 1697.

### Současnost
| Kostel                      | Místo       | Bohoslužba             | Bohoslužba             | Poznámka                      |
| --------------------------- | ----------- | ---------------------- | ---------------------- | ----------------------------- |
| Kostel Narození Panny Marie | Pluhův Žďár | sobota                 | 17.00                  | filiální, bývalý farní kostel |
| Kaple                       | Pohoří      | neslouží se pravidelně | neslouží se pravidelně | obecní kaple                  |